# Санатрук (цар маскутів)
Санатрук (? — 338) — маскутський правитель IV століття.

## Військовий похід уВірменію
У 337, зібравши величезне військо, Санатрук здійснив похід у Вірменію. Він закликав на допомогу північні племена та Сасанідів.